# Sylvia Malgadey-Forgrave
Sylvia Malgadey-Forgrave, född 22 maj 1957, är en friidrottare från Kanada. Hon deltog vid olympiska sommarspelen 1984.